# Słomianka (obwód grodzieński)
Słomianka (biał. Саломенка) – wieś na Białorusi, w obwodzie grodzieńskim, w rejonie grodzieńskim.
Wieś królewska ekonomii grodzieńskiej położona była w końcu XVIII wieku  w powiecie grodzieńskim województwa trockiego. Do 1945 w Polsce, w województwie białostockim, w powiecie grodzieńskim, w gminie Hornica. 
Słomianka leży 15 km na południe od Grodna.
W 1728 w Słomiance urodził się Marcin Poczobutt-Odlanicki.
Według Powszechnego Spisu Ludności z 1921 roku wieś zamieszkiwało 296 osób, 195 było wyznania rzymskokatolickiego, 101 prawosławnego. Jednocześnie 275 mieszkańców zadeklarowało polską przynależność narodową, a 21 białoruską. Było tu 51 budynków mieszkalnych. W folwarku o tej samej nazwie, położonym na wschód od wsi, w jednym budynku mieszkalnym zamieszkiwało 5 osób, 3 trzy były wyznania rzymskokatolickiego a 2 mojżeszowego. Wszystkie deklarowały polską narodowość.